# Lost Dogs
Lost Dogs es un álbum doble que recopila las caras b de sencillos y canciones inéditas del grupo Pearl Jam. Varias de las canciones incluidas en esta recopilación que eran conocidas previamente varían de las versiones originales.

## Canciones

### Disco 1
1. "All Night" (Irons, Ament, Gossard, McCready, Vedder) - 3:22
  - De las sesiones de No Code, no incluida en la versión final.
2. "Sad" (Vedder) - 3:39
  - De las sesiones de Binaural, no incluida en la versión final. Tiene un ligero cambio en la letra de la línea abridora en comparación a la versión original. Titulada originalmente "Letter To The Dead."
3. "Down" (Gossard, McCready, Vedder) - 3:15
  - Lado B del sencillo "I Am Mine".
4. "Hitchhiker" (Vedder) - 3:17
  - De las sesiones de Binaural, no incluida en la versión final.
5. "Don't Gimme No Lip" (Gossard) - 2:35
  - De las sesiones de No Code, no incluida en la versión final.
6. "Alone" (Abbruzzese, Ament, Gossard, McCready, Vedder) - 3:11
  - De las sesiones de Ten, no incluida en la versión final. Esta versión tiene nuevas voces y es más corta que la original. Abbruzzese aparece en los créditos en esta canción a pesar de que él ingresó a la banda un año después de haber sido escrita, ya que no fue publicada hasta 1993, cuando todos los miembros del grupo tenían créditos iguales en las canciones. La música de esta versión proviene de las primeras mezclas del álbum Ten.
7. "In The Moonlight" (Cameron) - 3:07
  - De las sesiones de Binaural, no incluida en la versión final.
8. "Education" (Vedder) - 2:46
  - De las sesiones de Binaural, no incluida en la versión final. En el puente tiene cambios en la letra original.
9. "Black, Red, Yellow" (Vedder) - 3:46
  - Lado B del sencillo "Hail, Hail." Esta versión es más larga que la original.
10. "U" (Vedder) - 2:53
  - Lado B del sencillo "Wishlist." Es una versión diferente a la original.
11. "Leavin' Here" (B. Holland, Dozier, E. Holland) - 2:51
  - De la recopilación Home Alive."
12. "Gremmie Out Of Control" (Haskell) - 2:25
  - De la recopilación "Music For Our Mother Ocean Vol. 1". Un "gremmie" es un surfeador inexperto.
13. "Whale Song" (Irons) - 3:35
  - De la recopilación "Music For Our Mother Ocean Vol. 3".
14. "Undone" (Vedder) - 3:10
  - Lado B del sencillo "I Am Mine."
15. "Hold On" (Gossard, Vedder) 4:22
  - De las sesiones de Ten, no incluida en la versión final. El booklet lo cita incorrectamente como parte de las sesiones de Vs. Las voces fueron grabadas alrededor de 2003.
16. "Yellow Ledbetter" (Ament, McCready, Vedder) - 5:00
  - Lado B del sencillo "Jeremy." En realidad no es un "lost dog" (o rareza), ya que fue un éxito en la radio en 1994 (y además de ser de las canciones más conocidas del grupo). La última nota inexplicablemente aparece cortada.

### Disco 2
1. "Fatal" (Gossard) - 3:39
  - De las sesiones de Binaural, no incluida en la versión final.
2. "Other Side" (Ament) - 4:04
  - Lado B del sencillo "Save You".
3. "Hard To Imagine" (Gossard, Vedder) - 4:35
  - De las sesiones de Vs, no incluida en la versión final. Una versión diferente puede ser encontrada en la banda sonora de Chicago Cab.
4. "Footsteps" (Gossard, Vedder) - 3:54
  - Lado B del sencillo "Jeremy." La armónica no está presente en la versión del sencillo.
5. "Wash" (Gossard, Ament, McCready, Krusen, Vedder) - 3:48
  - De las sesiones de Ten, no incluida en la versión final. Versión completamente diferente a la que aparece como lado B del sencillo "Alive".
6. "Dead Man" (Vedder) - 4:16
  - Lado B del sencillo "Off He Goes".
7. "Strangest Tribe" (Gossard) - 3:49
  - Del sencillo de navidad de 1999 para el club de fans.
8. "Drifting" (Vedder) - 2:53
  - Del sencillo de navidad de 1999 para el club de fans. Las voces fueron re-grabadas para esta versión.
9. "Let Me Sleep" (McCready, Vedder) - 2:59
  - Del sencillo de navidad de 1991 para el club de fans.
10. "Last Kiss" (Wayne Cochran) - 3:17
  - Del sencillo de navidad de 1998 para el club de fans. No puede considerarse un "lost dog", ya que fue relanzada como sencillo de la recopilación No Boundaries en 1999 y le brindó a la banda su más grande éxito comercial hasta la fecha.
11. "Sweet Lew" (Ament) - 2:11
  - De las sesiones de Binaural, no incluida en la versión final.
12. "Dirty Frank" (Vedder, Gossard, Ament, McCready, Abbruzzese) - 5:42
  - Lado B del sencillo "Even Flow". Esta versión es ligeramente más larga y tiene algunas voces que fueron removidas.
13. "Brother" (Gossard) - 3:47
  - De las sesiones de Ten, no incluida en la versión final. Todas las voces fueron removidas para esta versión, convirtiéndola en instrumental. La versión con voces puede ser encontrada en las primeras mezclas de Ten.
14. "Bee Girl" (Ament, Vedder) - 9:55
  - Grabada en vivo durante la aparición de Pearl Jam en Rockline en 1993.

- Incluye la canción oculta "4/20/02", escrita y ejecutada solo por Vedder, en honor a Layne Staley, vocalista del grupo Alice in Chains, que falleciera de una sobredosis de heroína el 5 de abril de 2002.
- El cuerpo de Staley no fue encontrado hasta el día 19 de abril, al día siguiente Vedder escribió la canción. Comienza exactamente 04:20:02 después de "Bee Girl".

## Miembros participantes
- Dave Abbruzzese - Batería
- Jeff Ament - Bajo, Guitarra, Voz
- Tchad Blake - Productor
- Matt Cameron - Batería, Guitarra
- Mitchell Froom - Teclados
- Stone Gossard - Guitarra, Voz, Bajo, Percusiones, Productor
- Jack Irons - Batería, Guitarra, Voz
- Adam Kasper - Productor
- Dave Krusen - Batería
- Mike McCready - Guitarra, Piano
- Rick Parashar - Productor
- Brendan O'Brien - Productor, Guitarra
- Pearl Jam - Productor
- Eddie Vedder - Guitarra, Voz, E-Bow, Armónica, Productor, Piano
- Westwood One Broadcast - Productor

- Datos: Q534037